# Anna Haller
Anna Haller von Hallenburg, również Anna Hallerówna (ur. 5 lipca 1876 w Jurczycach, zm. 1969) –  siostra generała Józefa Hallera, nauczycielka języka polskiego.

## Życiorys
Anna Haller była pierwsza córka z siedmiorga dzieci Henryka Hallera von Hallenburga i Olgi z Treterów. Nauczała początkowo w założonej przez Hallerów szkole trywialnej w Jurczycach. W marcu 1916 r. założyła w Janowie Lubelskim powszechną szkołę podstawową, którą kierowała do czerwca 1916 r.. W lipcu 1916 r. zainicjowała powstanie w powiecie janowskim oddział Stowarzyszenia Nauczycielstwa Polskiego. Później w gimnazjum w Mysłakowicach. W latach dwudziestych była działaczką Stronnictwa Narodowego w powiecie krakowskim, gdzie prezesowała Chrześcijańskiemu Stowarzyszeniu Nauczycieli. Po II wojnie światowej kontynuowała nauczanie początkowo w Bytomiu, a w latach 1947–1948 w Liceum Ogólnokształcącym im. A. Mickiewicza w Kluczborku. Sposób przekazywania przez nią wiedzy z zakresu języka polskiego i historii nie podobały się ówczesnym władzom. Zaowocowało to zakazem uczenia w szkołach na terenie Śląska. Była także katechetką i organizatorką życia narodowego i religijnego na terenie ziem odzyskanych. W latach 1948–1960 mieszkała i pracowała w Kożuchowie, w obecnym domu katechetycznym, przy kościele Oczyszczenia NMP. Upamiętnia to znajdująca się tam tablica, poświęcona przez bp Adama Dyczkowskiego 6 czerwca 2006 roku w 130 rocznicę jej urodzin. Jedna z ulic w Kożuchowie (na terenie dawnej jednostki wojskowej) nosi nazwę ul. Anny Haller.
Anna Haller zmarła w 1969 roku. Pochowana jest na cmentarzu w Radziszowie (w grobowcu rodzinnym wraz z matką i siostrą Ewą). Pogrzeb odbył się 9 kwietnia prowadzony przez kardynała Karola Wojtyłę.

## Publikacje
- Anna Haller, Krzysztof Rajewicz, Nogi bolą, ale uczę...: wybór wspomnień, Kożuchów: Netprojekt, 2006, ISBN 978-83-924011-1-7, OCLC 749769614 [dostęp 2020-04-03] (pol.). Brak numerów stron w książce